# Mohamed Doumouya
Mohamed Lamine Doumouya (Bouaké, 10 giugno 1995) è un calciatore ivoriano, centrocampista del Khaleej Sirte.

## Carriera

### Club
Doumouya è cresciuto nell'Academie Symbiose Foot D'Abobo, per passare poi all'Africa Sports. Nel corso del 2014 è passato ai norvegesi dell'Ullensaker/Kisa con la formula del prestito. Ha esordito in squadra il 4 maggio, subentrando a Stanley Ihugba nella sconfitta casalinga per 0-1 contro il Mjøndalen. Al termine del prestito, ha fatto ritorno all'Africa Sports.
In seguito, Doumouya è stato in forza al Bingerville e al Gagnoa, per poi accordarsi con gli armeni dello Širak.
Nel 2017 si è accordato con i bahreiniti dell'Al-Ahli. Ha poi vestito le maglie dei tunisini dello Stade Tunisien e dei sauditi del Najran.
Dopo un'ulteriore esperienza in Tunisia, con l'Hammam Lif, ha giocato per i marocchini del Maghreb Fès. Dal 2020 al 2021 è stato in forza all'Al Bashaer, in Oman.
Ad agosto 2021, Doumouya è tornato in patria per giocare nell'ASEC Mimosas. Il 19 settembre 2021 ha giocato la prima partita in CAF Champions League, quando è stato schierato titolare nella vittoria per 1-0 sul Teungueth.